# Скиллс-паспорт
Скиллс-паспорт (от англ. skills passport; «паспорт компетенций») — электронный документ, разработанный Ворлдскиллс Россия, который подтверждает уровень владения профессиональными навыками согласно национальным, мировым и корпоративным стандартам WorldSkills.
Скиллс-паспорт отражает общий результат проведения независимой оценки компетенций по методике WorldSkills и позволяет понять в деталях сильные и слабые стороны студентов, выпускников, сотрудников, что они уже хорошо умеют, и что ещё требуется научиться делать, чтобы стать квалифицированным специалистом в той или иной профессии или специальности. Оценка проводится в форме демонстрационного экзамена (инструмента независимой оценки компетенций) и в силу большой практической направленности может быть осуществлена только образовательными организациями, прошедшими специальную аккредитацию для проведения такого экзамена по конкретной компетенции или профессии/специальности. Аккредитация образовательной организации подтверждает наличие современной материально-технической базы (современных средств производства или оказания услуги). Также Ворлдскиллс Россия проводит аккредитацию площадок работодателей с последующим правом проведения демонстрационного экзамена.
С точки зрения работодателя, скиллс-паспорт отражает индивидуальный уровень владения компетенциям в контексте выполнения различных трудовых функций и может быть использован как своеобразный индустриальный сертификат качества специалиста.

## История
Система выдачи скиллс-паспорта по результатам прохождения демонстрационного экзамена по программам среднего профессионального образования была запущена Ворлдскиллс Россия в 2017 году по 73 компетенциям в 26 субъектах Российской Федерации. В 2021 году система охватывает почти 160 компетенций и реализуется в 85 регионах Российской Федерации.
Скиллс-паспорт выдается по результатам как международных, так и национальных и локальных мероприятий по стандартам Ворлдскиллс Россия, в том числе тренингов с итоговым срезом и квалификационных экзаменов. В разработке заданий принимают участие колледжи и вузы страны, российские и международные предприятия и компании.
В России скиллс-паспорт выдается также по результатам промежуточной и итоговой государственной аттестации обучающихся образовательных организаций, реализующих программы среднего профессионального и высшего образования, программы дополнительного профессионального образования и профессионального обучения. В дополнение к диплому о среднем профессиональном образовании он дает работодателю детальное представление о компетенциях выпускника и позволяет подбирать специалиста в соответствии с наиболее актуальными для бизнеса задачами, так как этот формат признается компаниями как эффективный инструмент подбора персонала.
Кроме того, с 2019 года в рамках программ профессионального обучения и дополнительного профессионального образования, реализуемых Академией Ворлдскиллс Россия для различных категорий граждан, итоговая аттестация проводится в форме демонстрационного экзамена. На сегодня более 150 тысяч человек прошли подготовку и сдали демонстрационный экзамен по 174 компетенциям.
Около 650 российских компаний, в том числе государственные корпорации, признали скиллс-паспорт документом, подтверждающим уровень владения компетенциями. Среди российских компаний, признающих скиллс-паспорт — госкорпорация Росатом, ОАК, 1С, Kuka, DMG Mori и др.
Все участники мирового чемпионата WorldSkills Kazan 2019 получили скиллс-паспорт по окончании соревнований.
В рамках соглашения о сотрудничестве в сфере содействия занятости населения государств-участников СНГ от 28 мая 2021 года была достигнута договоренность о развитии системы взаимного признания компетенций по результатам независимой оценки по методике Ворлдскиллс, включая выдачу скиллс-паспорта. В Узбекистане скиллс-паспорт приравнен к диплому о среднем профессиональном образовании. Соответствующий опыт планирует перенять Китай. С 2017 года более 500 тысяч человек прошли демонстрационный экзамен по всем проектам Ворлдскиллс Россия.

## Цели
Глобальная цель инициативы — создать в системе образования четкий ориентир подготовки и понятный инструмент признания навыков специалиста.
Основные цели создания и популяризации скиллс-паспорта:
- обеспечение безбарьерного рынка труда для стран-членов WorldSkills International (WorldSkills),
- организация поиска квалифицированных сотрудников,
- обеспечение трудоустройства на основе конкретных компетенций кандидата,
- обеспечение необходимой мобильности на рынке труда, включая межиндустриальную мобильность,
- инструмент оценки качества подготовки специалистов и сопоставления национальной системы подготовки кадров с лучшими мировыми практиками.

Также сюда можно отнести:
- формирование консорциума технологических, образовательных и промышленных партнеров,
- международный обмен опытом и внедрение лучших практик и решений по процедуре независимой оценки компетенций[18][19][20].

## Процедура независимой оценки
Организация и проведение процедур независимой оценки компетенций проводится по следующим направлениям:
- независимая оценка в рамках системы чемпионатов для повышения профессионального мастерства,
- оценка компетенций студентов и выпускников учебных заведений в целях внедрения новых образовательных программ и практического опыта в обучение и подготовку,
- оценка компетенций персонала и рабочих в целях повышения производительности труда и профессионализма на рабочем месте,
- формирование цифровой платформы скиллс-паспорт, которая включает в себя создание базы данных матриц оценки, мониторинг цифрового трека развития индивидуальных компетенций кандидата и создание публичного доступного профиля с подтвержденным набором компетенций.

В независимой оценке компетенции в формате демонстрационного экзамена принимают участие общеобразовательные организации, профессиональные образовательные организации, образовательные организации высшего образования, а также представители компаний и корпораций.
Демонстрационный экзамен могут пройти учащиеся школ, студенты и выпускники колледжей, техникумов, вузов, а также сотрудники компаний и предприятий
.